# Alain de Lille
Pour les articles homonymes, voir Alain et Lille (homonymie).
Alain de Lille, ou Alain de L'Isle (en latin : Alanus ab Insulis), né probablement en 1116 ou 1117 à Lille et mort entre le 14 avril 1202 et le 5 avril 1203 à l'abbaye de Cîteaux,, est un théologien français, aussi connu comme poète.
De sa vie on sait peu de choses. Il semble avoir enseigné à Paris et il assista au concile du Latran en 1179. Il habita ensuite Montpellier (on l'appelle quelquefois Alanus de Montepessulano), vécut quelque temps hors de la clôture monacale et prit finalement sa retraite à Cîteaux, où il mourut en 1202.
De son vivant sa réputation s'étendait très loin et ses connaissances, plus variées que profondes, le firent surnommer Doctor universalis.

## Œuvres
Parmi ses très nombreuses œuvres, deux poèmes le placent à un rang honorable dans la littérature latine du Moyen Âge :
- De planctu naturae (les Lamentations de la Nature, vers 1168-1172), qui inspira Jean de Meung pour la deuxième partie du Roman de la rose, est une satire habile des vices de l'humanité. Il créa l'allégorie de la « conjugaison » grammaticale qui devait avoir ses continuations tout au long du Moyen Âge.
- Anticlaudianus de Antirufino (vers 1182-1183), c'est-à-dire "Réplique à l'In Rufinum de Claudien" : traité sur la morale présenté sous forme d'allégorie, dont la forme rappelle le petit livre de Claudien contre Rufinus, agréablement versifié et d'une latinité relativement pure.

Dans ces deux poèmes, le personnage principal est la figure allégorique de Nature. Ces poèmes sont représentatifs des sens que l'on employait pendant tout le Moyen Âge pour l'interprétation des textes. Alain de Lille avertit en effet le lecteur que son œuvre doit être lue à trois niveaux : elle dispose d'un sens littéral à qui souhaite s'arrêter au plaisir de la lecture, à l’« entendement puéril » ; ceux qui veulent profiter de la lecture pourront y trouver un sens moral ; enfin, une intelligence plus fine y puisera également un sens allégorique.
Parmi ses autres œuvres, il faut citer :
- Alanus super Cantica canticorum etc. qui contient[4],[5] :
  - Alanus super Cantica canticorum de beata Virgine
  - Tractatus in Canticum canticorum
  - Quadragesimale de homine
- Quoniam homines, vers 1165. Cette somme comprendrait :
  - Sur les vertus, les vices et les dons du Saint-esprit.

S'appuyant sur le pseudo Denys l'Aréopagite, il y défend une théologie négative qu'il nomme science céleste et critique ceux qui oublient le caractère inconnaissable et ineffable de leur objet d'étude.
- Le sermon sur la sphère intelligible, vers 1177-1179, qui présente la première mention connue du Livre des XXIV philosophes : "Dieu est la sphère intelligible dont le centre est partout, la circonférence nulle part"[6].
- Règles de théologie, vers 1192-1194.

Dans ce traité, il tente d'appliquer à la théologie le principe tiré des Seconds analytiques d'Aristote : « toute science s'appuie sur des règles propres ». Mais, tandis que les règles des autres arts sont conventionnelles (grammaire), les règles de la théologie ont une nécessité absolue qui tient au caractère immuable de leur objet. Pour réaliser ce projet, il prend pour modèle d'exposition le Liber de Causis tiré de Proclus. Chaque règle y est suivie d'une démonstration de forme euclidienne. Il serait toutefois erroné de penser qu'Alain croit que les articles de foi soient démontrables. Il se contente d'établir des « raisons probables » qui amènent l'esprit des hérétiques à acquiescer par la raison, puisque l'autorité des Saintes Écritures ne leur suffit pas.
- Contra haereticos (Contre les hérétiques, vers 1190-1200) : il y réfute les cathares, vaudois, juifs et musulmans.
- Ars catholicae fidei (vers 1200) : Cette œuvre autrefois attribuée à Nicolas d'Amiens est aujourd'hui restituée à Alain : poursuivant la démarche des Régles de théologie, il tente une application immédiate de ce principe et essaie de prouver de façon géométrique les dogmes définis dans les Règles. Cet essai audacieux fut abandonné par la scolastique ultérieure au profit de la dialectique. L’emploi de termes qu'on n'utilise généralement pas dans un tel contexte (axiome, théorème, corollaire, etc.) sera repris et généralisé par Spinoza beaucoup plus tard.

Alain de Lille a souvent été confondu avec d'autres personnages, en particulier Alain, l'archevêque d'Auxerre, Alan, abbé de Tewkesbury, Alain de Podio, etc. Certains faits de leurs vies lui ont été attribués, aussi bien que certains de leurs ouvrages : c'est ainsi que la Vie de saint Bernard devrait être rendue à Alain d'Auxerre et le Commentaire sur Merlin à Alan de Tewkesbury. Alan de Lille n'était pas l'auteur de Memoriale rerum difficilium, publié sous son nom, ni de l'Apocalypse satirique de Golias qu'on lui attribuait autrefois ; de même il est extrêmement douteux que Dicta Alani de lapide philocophico soit vraiment de sa plume[réf. souhaitée].

## Théologie
Alain de Lille fit partie de la réaction mystique de la deuxième moitié du XIIe siècle contre les premiers représentants de la philosophie scolastique. Son mysticisme, cependant, est loin d'être aussi absolu que celui des Victorins. Dans Anticlaudianus il exprime généralement l’idée que la raison, guidée par la prudence, peut par elle-même découvrir la plupart des vérités de l'ordre physique, mais pour l'appréhension des vérités religieuses elle doit se fier à la foi.
Le versant purement théologique de son œuvre en fait un représentant majeur de la grammaire spéculative appliquée à la théologie.
Ayant connu son floruit entre la somme théologique de Pierre Lombard et les œuvres de Thomas d'Aquin et Bonaventure, il restera durant les XIIIe et XIVe siècles une des autorités citées communément par tous les auteurs.

## Publications

### Traductions en français
- Règles de théologie [vers 1192-1194], suivi de Sermon sur la sphère intelligible, trad. Françoise Hudry, Paris, Éditions du Cerf, 1995.
- Alain de Lille (?), Lettres familières (1167-1170). Edition et commentaire par Françoise Hudry. Préface de Pascale Bourgain. Paris, Librairie philosophique J. Vrin - École des chartes, 2003, 189 p. (études et rencontres de l'École des chartes, 14).
- La plainte de la Nature. De planctu naturae (vers 1167-1173), trad. Françoise Hudry, Les Belles Lettres, 2013.
- Anticlaudianus, édité et traduit par Florent Rouillé, Droz, 2022

### Études
- J. Châtillon, D'Isidore de Séville à Saint Thomas, Aldershot, 1985.
- Françoise Hudry, "Métaphysique et théologie dans les Regulae theologiae d'Alain de Lille (+ 1202)", dans Metaphysics in the Twelfth Century. On the Relationship among Philosophy, Science and Theology, édi. par M. Lutz-Bachmann, A. Fidora, A. Niederberger, "Fédération Internationale des Instituts d'Études Médiévales. Textes et Études du Moyen Âge 19", Turnhout, 2004, p. 201-215.
- H. Roussell et F. Suard, Alain de Lille, Gautier de Châtillon, Jakemart Giélée et leur temps, Lille, 1980.
- Guy Raynaud de Lage, Alain de Lille, poète du XIIe siècle, Paris, Vrin, 1951.
- J.-L. Solère, A. Vasiliu, A. Galonnier (éds), Alain de Lille, le docteur universel. Philosophie, théologie et littérature au XIIe siècle, Brepols, "Rencontre de Philosophie Médiévale", 2005.